# San Mango d'Aquino
San Mango d'Aquino é uma comuna italiana da região da Calábria, província de Catanzaro, com cerca de 1.864 habitantes. Estende-se por uma área de 6 km², tendo uma densidade populacional de 311 hab/km². Faz fronteira com Cleto (CS), Martirano Lombardo, Nocera Terinese.

## Demografia
| Variação demográfica do município entre 1861 e 2011                               |
|                                                                                   |
| Fonte: Istituto Nazionale di Statistica (ISTAT) - Elaboração gráfica da Wikipedia |